# متال گیر سالید: زوج اسنیک
متال گیر سالید: زوج اسنیک (به انگلیسی: Metal Gear Solid: The Twin Snakes) یک بازی رایانه‌ای به سبک اکشن ماجراجویی و مخفی‌کاری که بازخلق‌شده نسخه متال گیر سالید در سال ۱۹۹۸ است. این بازی توسط سیلیکون نایتز ساخته شده و به وسیلهٔ کونامی در سال ۲۰۰۴، برای کنسول بازی نینتندو گیم‌کیوب منتشر شده‌است.